# 音樂人聲分離
音樂人聲分離除了可以運用在普羅大眾的卡拉OK系統，對於學術方面也有相當重要的價值。將人聲獨立出來，可以做為歌詞辨識、歌手辨識、音樂情緒辨識等相關研究的基礎。
目前市面上的消除人聲軟體仍然無法達到完全去除人聲。
音樂人聲分離主要有兩個步驟:
1. 人聲偵測
2. 人聲分離

## 人聲偵測原理
在確實進行音樂與人聲分離之前，必須先找出音樂中具有人聲的片段。
就單聲道的音樂來說，一個聲道只具有配樂，此處將配樂資訊假定為{\displaystyle {\begin{smallmatrix}m_{t}\end{smallmatrix}}}，而另一個聲道混合了人聲與配樂，將人聲設為{\displaystyle {\begin{smallmatrix}s_{t}\end{smallmatrix}}}而配樂設為{\displaystyle {\begin{smallmatrix}m_{t}^{\prime }\end{smallmatrix}}}，另一聲道為{\displaystyle {\begin{smallmatrix}c=m_{t}^{\prime }+s_{t}\end{smallmatrix}}}。由於m與{\displaystyle {\begin{smallmatrix}m_{t}^{\prime }\end{smallmatrix}}}通常極為相似，利用最小均方演算法(least mean square algorithm)，將聲音從{\displaystyle {\begin{smallmatrix}c=m_{t}^{\prime }+s_{t}\end{smallmatrix}}}中分離出來，此處將分離出的人聲定為{\displaystyle {\begin{smallmatrix}s_{t}^{\prime }\end{smallmatrix}}}。假設{\displaystyle {\begin{smallmatrix}m_{t}^{\prime }=a_{t}+m_{t+bt}\end{smallmatrix}}}

解下列方程式:

{\displaystyle min_{a_{t},b_{t}}E\left\{\mid m_{t}^{\prime }-a_{t}*m_{t+bt}\mid ^{2}\right\}=min_{a_{t},b_{t}}E\left\{\mid s_{t}+m_{t}^{\prime }-a_{t}*m_{t+bt}\mid ^{2}\right\}}

{\displaystyle {\begin{smallmatrix}where-B\leqslant b_{t}\leqslant B\end{smallmatrix}}}
除此之外，亦可以將歌曲切割成許多重疊的小片段，對每個小片段抽取音樂特徵，此處只需要關注梅爾倒頻譜(MFCC)。梅爾倒頻譜廣泛被應用在語音辨識領域之中，由於梅爾倒頻譜的頻帶分析是根據人耳聽覺特性設計。因為人耳對頻率的分辨是由頻率的比值決定，不同於倒頻譜對訊號在頻譜上的值取對數，梅爾倒頻譜是對訊號的能量取對數，因此比倒頻譜更接近人耳對聲音的分析特性。
接著，利用偵測的結果，可以利用機器學習，如Support Vector Machine，訓練出一個能夠預測出某一個音樂片段是否包含人聲的模型。是真的吗？

## 人聲分離原理
藉由利用人聲偵測的結果，找出音樂中具有人聲的部分，使用Robust principle component analysis(RPCA)將人聲與配樂加以分離。
分離的步驟為:
- 計算歌曲的N-point short-time Fourier Transform(STFT)，得到光譜圖(spectrogram){\displaystyle {\begin{smallmatrix}X=Me^{j*p}\end{smallmatrix}}}。此處{\displaystyle {\begin{smallmatrix}M\in R^{f*t}\end{smallmatrix}}}為強度，而{\displaystyle {\begin{smallmatrix}P\in R^{f*t}\end{smallmatrix}}}為相位。
- 根據RPCA，將矩陣M分解成低階(low-rank)的矩陣L，以及一個稀疏(sparse)的矩陣S。其原因是，樂器的聲音叫人聲固定，且伴奏通常具有重複的音樂架構，因此將其視為低階的訊號。而人聲的變化較大，相較於伴奏為高階訊號，不論是在時域(time domain)及頻域(frequency domain)皆具有較大的稀疏性。因此所得的矩陣S將大部分由人聲所組成，矩陣L大都由背景音樂組成。

分解方法是解下列方程式:

{\displaystyle min_{M=L+S}\mid \mid L\mid \mid _{*}+\lambda \mid \mid L\mid \mid _{1}}

其中

{\displaystyle {\begin{smallmatrix}\mid \mid .\mid \mid _{*}:nuclearnorm\end{smallmatrix}}} 

{\displaystyle {\begin{smallmatrix}\mid \mid L\mid \mid _{1}:l_{1}norm\end{smallmatrix}}} 

- inverse-STFT(ISTFT)

由於得到的矩陣L與S是在頻域(frequency domain)之上，最後需要對矩陣做inverse-STFT，方能真正得到結果。